# Condé-sur-Huisne
Condé-sur-Huisne est une ancienne commune française, située dans le département de l'Orne en région Normandie, devenue le 1er janvier 2016 une commune déléguée au sein de la commune nouvelle de Sablons sur Huisne.
Elle est peuplée de 1 238 habitants.

## Géographie
La commune est au cœur du Perche. Son bourg est à 8 km au nord-est de Nogent-le-Rotrou, à 8,5 km au sud-est de Rémalard et à 17 km au sud-ouest de La Loupe.
Le point culminant (220 m) se situe en limite est, près du lieu-dit la Tuilerie. Le point le plus bas (107 m) correspond à la sortie de l'Huisne du territoire, au sud-ouest.
| Saint-Germain-des-Grois        | Bretoncelles          | Coulonges-les-Sablons     |
| Condeau                        | Condé-sur-Huisne      | Coulonges-les-Sablons     |
| Condeau, Margon (Eure-et-Loir) | Margon (Eure-et-Loir) | Coudreceau (Eure-et-Loir) |

## Toponymie
Le nom de la localité est attesté sous la forme Condato en 954.
Condé est l'évolution phonétique du gallo-roman CONDĀTE en langue d'oïl. Ce type toponymique est issu du gaulois condate « confluence, réunion ». On le rencontre dans de nombreux noms de communes, dont le déterminant complémentaire est souvent, comme ici, le nom du cours d'eau principal. Il en est ainsi de Condé-sur-Iton, Condé-sur-Noireau, Condé-sur-Sarthe, Condé-sur-Vire, auxquels on peut ajouter Condé-sur-Laizon devenu après fusion Condé-sur-Ifs. Pour Condé-sur-Seulles et Condé-sur-Risle, la rivière ne reçoit pas mais se sépare momentanément en deux cours d'eau.
Le gentilé est Condéens.

## Politique et administration

### Administration municipale
| Période                                  | Période       | Identité              | Étiquette | Qualité                     |
| ---------------------------------------- | ------------- | --------------------- | --------- | --------------------------- |
| (avant 2001)                             | décembre 2015 | Jean-Pierre Gérondeau | SE        | Notaire, conseiller général |
| Les données manquantes sont à compléter. |               |                       |           |                             |

Le conseil municipal était composé de quinze membres dont le maire et quatre adjoints. Ces conseillers intègrent au complet le conseil municipal de Sablons-sur-Huisne le 1er janvier 2016 jusqu'en 2020 et Jean-Pierre Gérondeau devient maire délégué. À la suite du décès de celui-ci le 21 avril 2016, Denis Bobin est élu maire de la commune nouvelle le 1er juillet 2016 et Martine Le Nay est le nouveau maire délégué de Condé-sur-Huisne.

## Population et société

### Démographie
En 2021, la commune comptait 1 238 habitants. Depuis 2004, les enquêtes de recensement dans les communes de moins de 10 000 habitants ont lieu tous les cinq ans (en 2005, 2010, 2015, etc. pour Condé-sur-Huisne) et les chiffres de population municipale légale des autres années sont des estimations.
Condé-sur-Huisne a compté jusqu'à 1 423 habitants en 1800.
| 1793  | 1800  | 1806  | 1821  | 1836  | 1841  | 1846  | 1851  | 1856  |
| ----- | ----- | ----- | ----- | ----- | ----- | ----- | ----- | ----- |
| 1 253 | 1 423 | 1 332 | 1 246 | 1 351 | 1 336 | 1 331 | 1 347 | 1 279 |

| 1861  | 1866  | 1872  | 1876  | 1881  | 1886  | 1891  | 1896  | 1901  |
| ----- | ----- | ----- | ----- | ----- | ----- | ----- | ----- | ----- |
| 1 292 | 1 241 | 1 263 | 1 293 | 1 228 | 1 152 | 1 205 | 1 225 | 1 137 |

| 1906  | 1911  | 1921  | 1926  | 1931  | 1936  | 1946 | 1954 | 1962 |
| ----- | ----- | ----- | ----- | ----- | ----- | ---- | ---- | ---- |
| 1 154 | 1 113 | 1 051 | 1 020 | 1 051 | 1 043 | 965  | 962  | 923  |

| 1968 | 1975  | 1982  | 1990  | 1999  | 2005  | 2010  | 2015  | 2019  |
| ---- | ----- | ----- | ----- | ----- | ----- | ----- | ----- | ----- |
| 950  | 1 050 | 1 134 | 1 131 | 1 175 | 1 252 | 1 313 | 1 305 | 1 282 |

### Sports et loisirs
L'Espoir Football Club condéen  fait évoluer une équipe de football en division de district.

## Culture locale et patrimoine

### Lieux et monuments

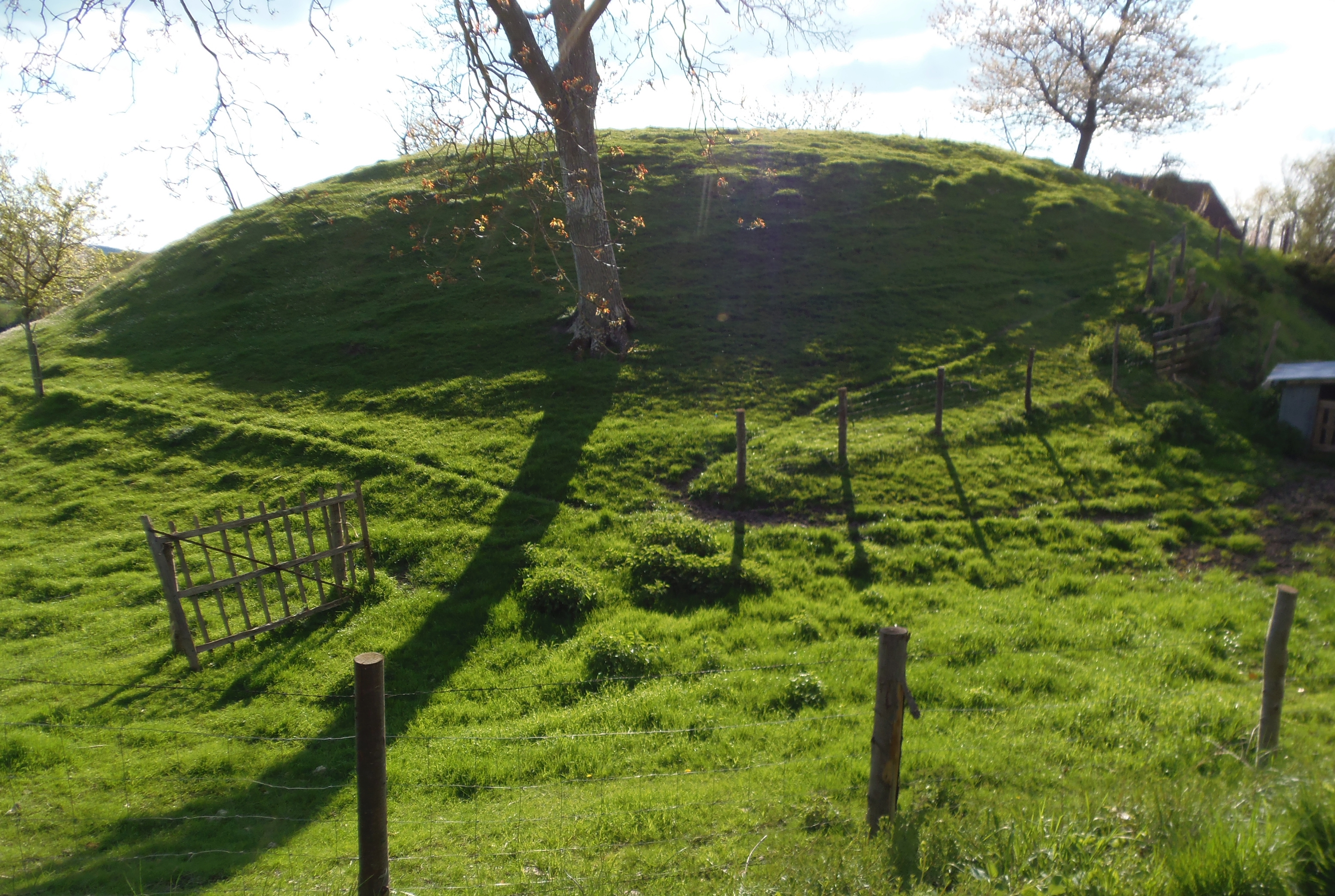
La motte castrale du Ribray.

- Motte castrale et chapelle de Rivray inscrites au titre des Monuments historiques[14],[15].
- Église Notre-Dame des XVIe et XIXe siècle. Le maitre-autel du XVIIe, quatre autels et un tableau du XVIIIe sont classés à titre d'objets[16],[17]. Douze verrières sont répertoriées dans l'inventaire général du patrimoine culturel, dont trois réalisées par Charles Lorin en 1936[18],[19].
- La gare de Condé-sur-Huisne.

### Personnalités liées à la commune
- Antoine Martin Chaumont, marquis de La Galaizière (1697 - 1783), chancelier de Lorraine, a résidé à Condé-sur-Huisne.

### Héraldique
| Blason de Condé-sur-Huisne | Blason  | D’argent à la fasce ondée d'azur chargée de deux poissons affrontés du champ, accompagnée, en chef, d'une tête de cheval au naturel et, en pointe, d'un château de trois tours de sable, celles des flancs couvertes et celle du milieu chargée d'un écusson d'argent aux trois chevrons de gueules, posé sur une terrasse de sinople. |
| Blason de Condé-sur-Huisne | Détails | Il s'agit ici du blason créé en 1965 qui a été ultérieurement modifié en 2012. |